# 竹簡

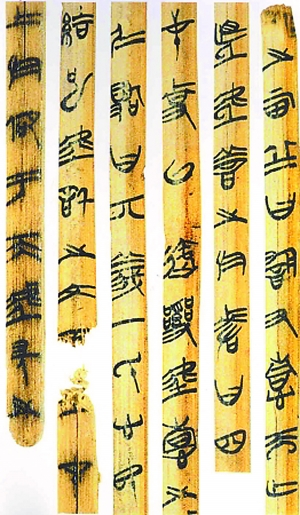
上海博物館蔵戦国楚竹簡

竹簡（ちくかん）は、おもに東洋において紙の発明、普及以前に書写の材料として使われたもので、竹で出来た札（簡）を竹簡（ちくかん）と呼び、木で作られたものは木簡（もっかん）といい。両者を合わせて簡牘 （かんどく）とした。ただし、中国で用いられたのは竹簡が多いので、竹簡を竹簡と木簡の総称の簡牘の意味で用いる場合も多い。
木簡は中国以外でも多く使われたが、竹簡の中国以外出土はごく少ないか、皆無である。ごく特殊な例として、封禅のために玉で作成した「玉簡」も用いられた。公式文書では通常長さは一尺。紙普及後も、紙の代用として、あるいは荷札などの標識として長く用いられた。
2019年9月29日時点で現存する最古の竹簡は、中国の安徽大学が所有する戦国時代（中国）初期から中期にかけて楚で編纂された約2400年前のもので、内容は中国最古の詩集「詩経」の写本である。

## 概要
簡をバラバラにならないよう紐でまとめ、編むことを「書を編む、編集」といい、編まれた簡を「一編の書」といい、編まれた書を巻いたものを「一巻の書」という。また簡を紐で束ねたものを「一冊」とする。冊は板（簡）を紐で束ねた象形文字である。ちなみに板を束ねた（並べた）構造物を「柵」という。一般に竹黄（竹の内側部分）を書写面とするが、竹青（竹の外側部分）に書写されている場合もある。
竹簡が利用されたのは古代のことではあるが、故事・成語などの中では書写素材としての竹簡は健在である。歴史書のことを「青史」と呼ぶのは竹の色が青いからである。孔子が易経を繰り返し読んで、綴じたひもが3回切れた故事から、本を熟読することを「韋編三絶」というが、「韋」とは「経」に対する「緯」の意味で韋編とは横糸で綴じた編綴簡を意味する。革紐ではない。「韋編三絶」とは、何度も切れるほど『易経』を愛読したという意味である。歴史に名を留めることを「名を竹帛に垂れる」というが、名が竹簡や絹に記され、残ることを表現したものである。小役人を刀筆の吏というが、この「刀」は簡を作ったり、削って文字を訂正するための小刀である。
紙の普及に伴い、中国では東晋の桓玄の命によって公の場から竹簡が排除されたと言われている。だが、代わって竹で作られた紙である竹紙が作られ、現在も一部分野で用いられている。
遺跡等から出土して歴史・文字等の重要な史料となっている。木簡（木牘）とを竹簡を合わせて「簡牘」 (zh:简牍) と呼ぶ。

## 発掘・発見された竹簡とその価値
竹簡に記載された文字資料は、歴史研究的な価値はもちろんのこと、書家にとっても古代書体を見るための貴重な材料となっている。
- 汲冢竹書 - 西晋の咸寧5年（279年）、また太康2年（281年）、魏襄王の墓を盗掘した際に出土した竹簡。その中に、『竹書紀年』・『穆天子伝』等が含まれる。
- 曾侯乙墓楚簡 - 1978年、湖北省随県の擂鼓墩1号墓から出土した240枚の竹簡。
- 信陽楚簡 - 1956年、河南省信陽市の長台関1号楚墓から出土した148枚の竹簡。
- 新蔡葛陵楚簡 - 1992年、河南省新蔡県の坪夜君墓から出土した1571枚の竹簡。
- 長沙五里牌楚簡 - 1951年、湖南省長沙市の五里牌406号墓から出土した38枚の楚竹簡。
- 仰天湖楚墓竹簡 - 1953年、湖南省長沙市郊の仰天湖25号墓から出土した42枚の竹簡。
- 楊家湾楚墓竹簡 - 1954年、湖南省長沙市郊の楊家湾6号墓から出土した72枚の竹簡。
- 夕陽坡楚簡 - 1983年、湖南省常徳市の夕陽坡2号墓から出土した2枚の竹簡。
- 慈利楚簡 - 1987年、湖南省慈利県の石板村36号墓から出土した4371枚の残簡。
- 江陵望山楚簡 - 1965年、湖北省江陵県の望山1号墓から出土した433枚の残簡および望山2号墓から出土した66枚の残簡。
- 藤店楚簡 - 1973年、湖北省江陵県の藤店1号墓から出土した24枚の残簡。
- 天星観楚簡 - 1978年、湖北省江陵県の天星観1号墓から出土した竹簡。
- 九店楚簡 - 1981年から1989年にかけて、湖北省江陵県の九店56号墓、411号墓および621号墓から出土した竹簡。
- 秦家嘴楚簡 - 1986年から1987年にかけて、湖北省江陵県の秦家嘴1号墓、13号墓および99号墓から出土した41枚の竹簡。
- 銀雀山漢簡 - 1972年、山東省臨沂県の銀雀山1号墓から出土した竹簡。総数は約5000枚。その中に、『竹簡孫子』が含まれる。
- 睡虎地秦墓竹簡 - 1975年、湖北省雲夢県の睡虎地に在る秦墓より、約1000枚の竹簡が出土した。法律関係の竹簡で、墓主の棺中に遺骸と一緒に収められていた。そこから、解明されていなかった秦律の内容が明らかになった。
- 江陵張家山漢墓竹簡 - 1983年から1988年にかけて、湖北省江陵県の張家山の漢墓群で出土した約700枚の竹簡。そこには、漢の『二年律令』・『奏讞書』・『算数書』等が含まれていた。
- 包山楚簡 - 1986年から1987年にかけて、湖北省荊門市十里鋪鎮の包山2号墓で出土した448枚の竹簡。その中の278枚は字がある。
- 龍崗秦簡 - 1989年、湖北省雲夢県の龍崗6号墓より、秦律を記した竹簡150枚が出土し、睡虎地秦簡の内容を補う役割を果たした。
- 郭店楚簡 - 1993年10月、湖北省荊門市四方鋪郷（現在の紀山鎮）の郭店村の郭店1号墓から出土した804枚の楚竹簡。その中の730枚に字がある。
- 兎子山簡牘 - 2013年、湖南省益陽市赫山区兎子山の古井戸から出土した簡牘。文書。13,000枚以上[3]。
- 三眼橋楚簡 - 2014年、湖南省湘郷市の三眼橋1号井から出土した竹簡。文書。700枚余[3]。
- 夏家台楚簡 - 2015年、湖北省荊州市の夏家台106号墓から出土した竹簡。400枚余。詩経と尚書の一部を含む[3]。
- 上海博物館蔵戦国楚竹書 - 上海博物館の所蔵する戦国時代の楚の竹簡群である。
- 走馬楼呉簡 - 1996年、湖南省長沙市の走馬楼の古井戸から出土した簡牘。木簡が2000枚、竹簡は10万片以上に及ぶ。
- 龍山里耶秦漢古城秦竹簡 - 2002年、湖南省龍山県里耶鎮の古城の古井戸から発掘された、20000枚に及ぶ秦代の竹簡。
- 王家台秦簡 - 1993年、湖北省江陵県から出土した813枚の竹簡。
- 周家台秦簡 - 1993年、湖北省荊州市の周家台30号秦墓から出土した381枚の竹簡。
- 放馬灘秦簡 - 1986年、甘粛省天水市北道区の放馬灘1号墓から出土した460枚の竹簡。
- 虎渓山漢簡 - 1999年、湖南省沅陵県の虎渓山1号墓から出土した1000枚あまりの竹簡。
- 馬王堆漢簡 - 1972年、湖南省長沙市の馬王堆漢墓から出土した312枚の竹簡。
- 双古堆漢簡 - 1977年、安徽省阜陽県の双古堆1号墓から出土した6000枚あまりの竹簡。
- 尹湾漢簡 - 1993年、江蘇省東海県の尹湾漢墓から出土した133枚の竹簡。
- 江陵鳳凰山漢簡 - 1973年、湖北省荊州市の鳳凰山漢墓から出土した竹簡。
- 印台漢簡
- 孔家坡漢簡
- 敦煌漢簡
- 額済納漢簡
- 岳麓書院蔵秦簡
- 清華大学蔵戦国竹簡
- 北京大学蔵西漢竹書
- 香港中文大学文物館蔵簡牘

## 中国以外で
竹簡の中国以外での出土はごく少数であり、日本では皆無、朝鮮では1例が知られているのみ。